# 細川義季

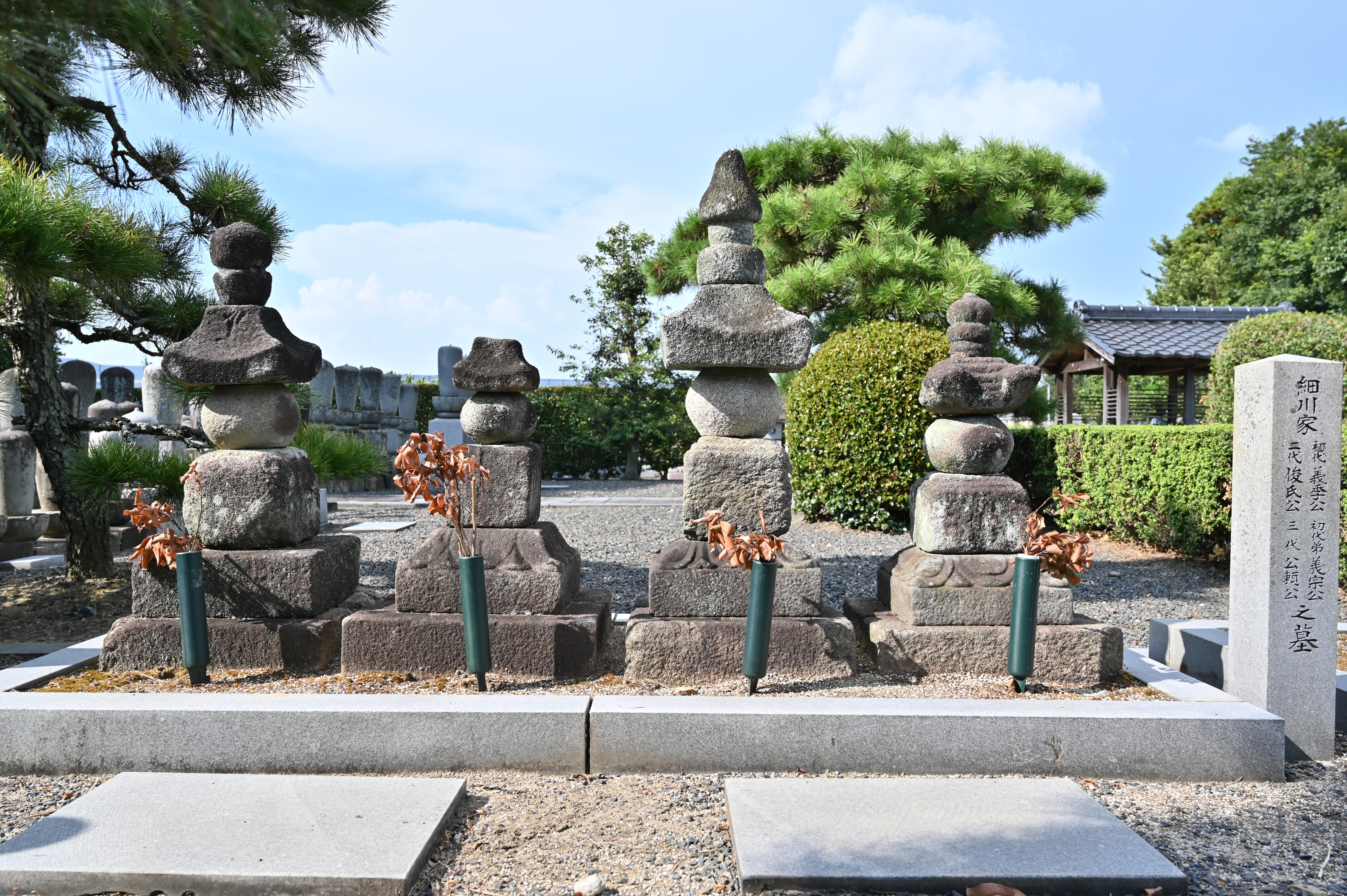
細川義季・俊氏・公頼及び戸崎義宗の墓（愛知県豊田市の隣松寺）

細川 義季（ほそかわ よしすえ）は、鎌倉時代の御家人。細川氏の祖。

## 略歴
広沢義実（矢田義実）の二男。兄は仁木氏の祖となった仁木実国。弟の戸賀崎義宗は戸賀崎氏の祖となった。
上野国山田郡広沢より三河国額田郡細川荘に移り住み、細川二郎と称した。時期については、足利義氏が三河国守護となった頃か、その直後と推測される。義季の城（館）の場所は、蓮性院の後方にある南東山上と伝わる。
義俊の子である孫の俊氏が義季の後継となった。
子孫の細川頼之が明徳3年（1392年）に建てたと伝わる蓮性院常久寺に義季の墓がある。

## 子どもについて
子には系図上義俊他数名が確認されるが、実子は義俊のみでその他は孫である義俊の子たちや、曾孫の頼貞などを養子として迎えたとされている。『新編岡崎市史』や『新編岩津町誌』では、義季の子のうち、七郎家俊が上地氏（上野町）の祖となったとしている。また、義季の長男・又三郎義久の子孫は細川の地に残り、村積神社の神主となり、柴田姓を名乗っている（『新編岩津町誌』）。